# SAD Nahverkehr

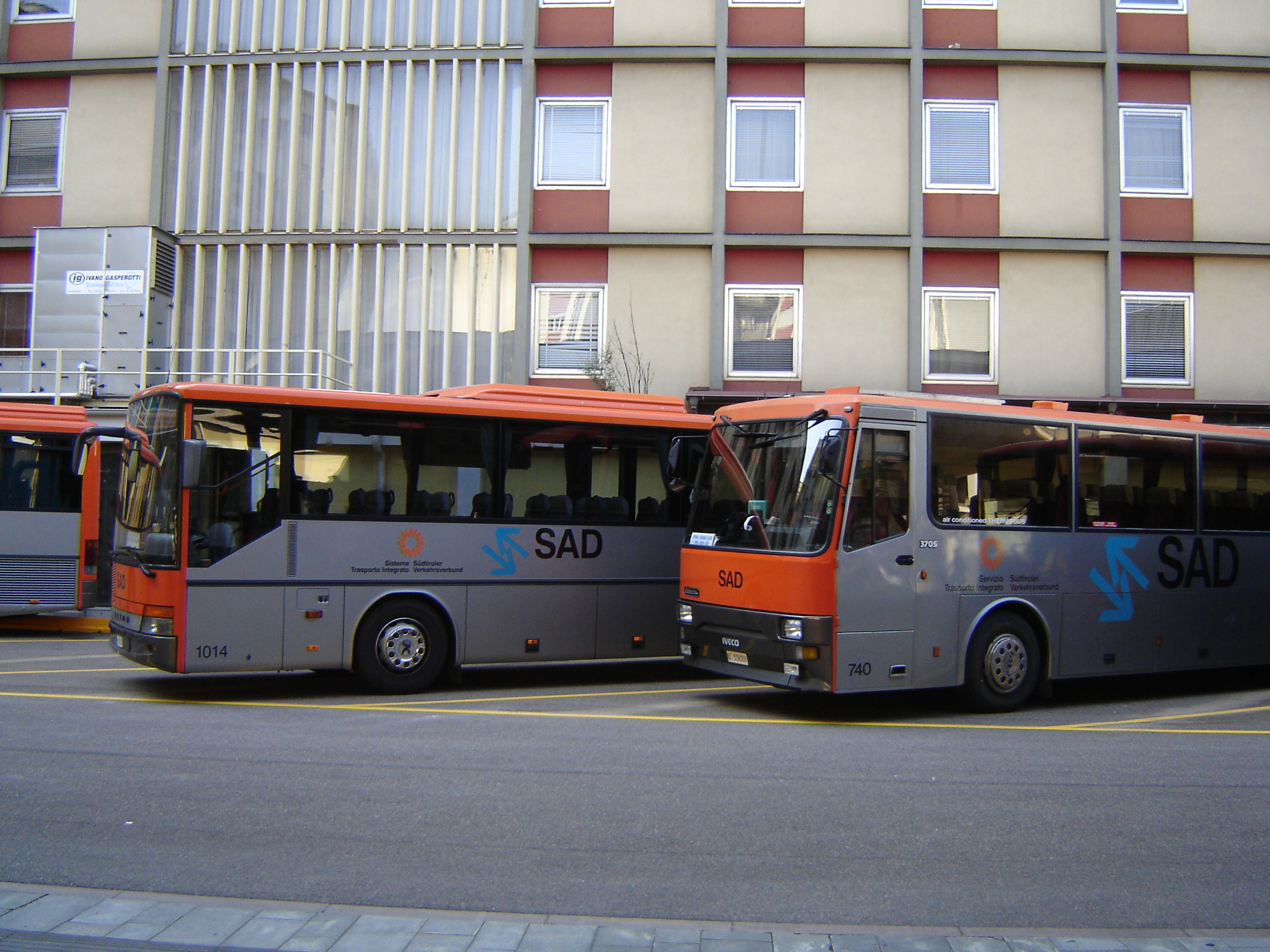
Busse der SAD Nahverkehr AG am ehemaligen Busbahnhof in Bozen

Die SAD Nahverkehr AG / SAD Trasporto locale (kurz: SAD; deutsch: Südtiroler Automobildienst A.G. / italienisch: Società Automobilistica Dolomiti S.p.A) mit Sitz in Bozen (Südtirol, Italien) ist ein privater Anbieter von Leistungen des öffentlichen Personenverkehrs. Mit Stand März 2023 ist der Pustertaler Italiener Ingemar Gatterer zu 100 % Eigner des Privatunternehmens. Bis Juni 2017 war einige Zeit die Südtiroler Transportstrukturen AG (STA) des Landes Südtirol mit 11 % an SAD beteiligt.
Die SAD Nahverkehr AG betrieb bis 2021 bzw. 2022 die meisten Überland-Buslinien in Südtirol, ehe zahlreiche Leistungen durch die SASA AG, ein mehrheitlich durch die Autonome Provinz Bozen – Südtirol gehaltenes Unternehmen, übernommen wurden. Bis 2021 hatte die SAD Nahverkehr auch die Konzessionen für die Rittner Seilbahn, Mendelbahn und Rittner Bahn inne, ehe der Betrieb dieser Bahnen durch die provinzeigene STA selbst übernommen wurde.
Als Eisenbahnverkehrsunternehmen (EVU) führt SAD Nahverkehr AG weiterhin alle Züge auf der Vinschgaubahn sowie einen Teil der fahrplanmäßigen Züge auf der Bahnstrecke Bozen–Meran, auf der Brennerbahn und auf der Pustertalbahn. SAD arbeitet als Eisenbahnverkehrsunternehmen (EVU) mit den Österreichischen Bundesbahnen zusammen und führt seit dem Fahrplanwechsel 2013/14 einzelne Züge zwischen Bozen und Innsbruck sowie seit 2014/15 zwischen Franzensfeste und Lienz.
Die Angebote der SAD Nahverkehr AG sind in den Verkehrsverbund Südtirol eingebunden.
SAD verantwortete als EVU auch die Traktion der DB Autoreisezüge auf italienischem Gebiet. Die Lokomotiven (Siemens ES64F4) wurden bei MRCE gemietet. Diese Züge mit Fahrzeugtransport sind (Stand März 2023) nicht mehr im Angebot.

## SAD Austria
Im März 2023 erhielt die österreichische Niederlassung des Unternehmens, SAD Austria, den Auftrag vom Verkehrsverbund Tirol (VVT), ab Juli 2023 den öffentlichen Busverkehr auf der Linie Nassereith–Innsbruck durchzuführen.
SAD betreibt einige Autobuslinien im VOR (Verkehrsverbund Ost-Region, umfasst Wien, Niederösterreich und Burgenland). Quelle: 

## Bezeichnung
Die Abkürzung SAD rührt von der früheren Firmenbezeichnung Südtiroler Automobildienst bzw. italienisch: Servizio Autobus Dolomiti her. Der Name ist in Südtirol, aber auch in Nahverkehrskreisen noch gebräuchlich.